# Apeadeiro de Baraçal
O apeadeiro de Baraçal é uma gare da Linha da Beira Alta, que serve a localidade de Baraçal, no Distrito da Guarda, em Portugal.

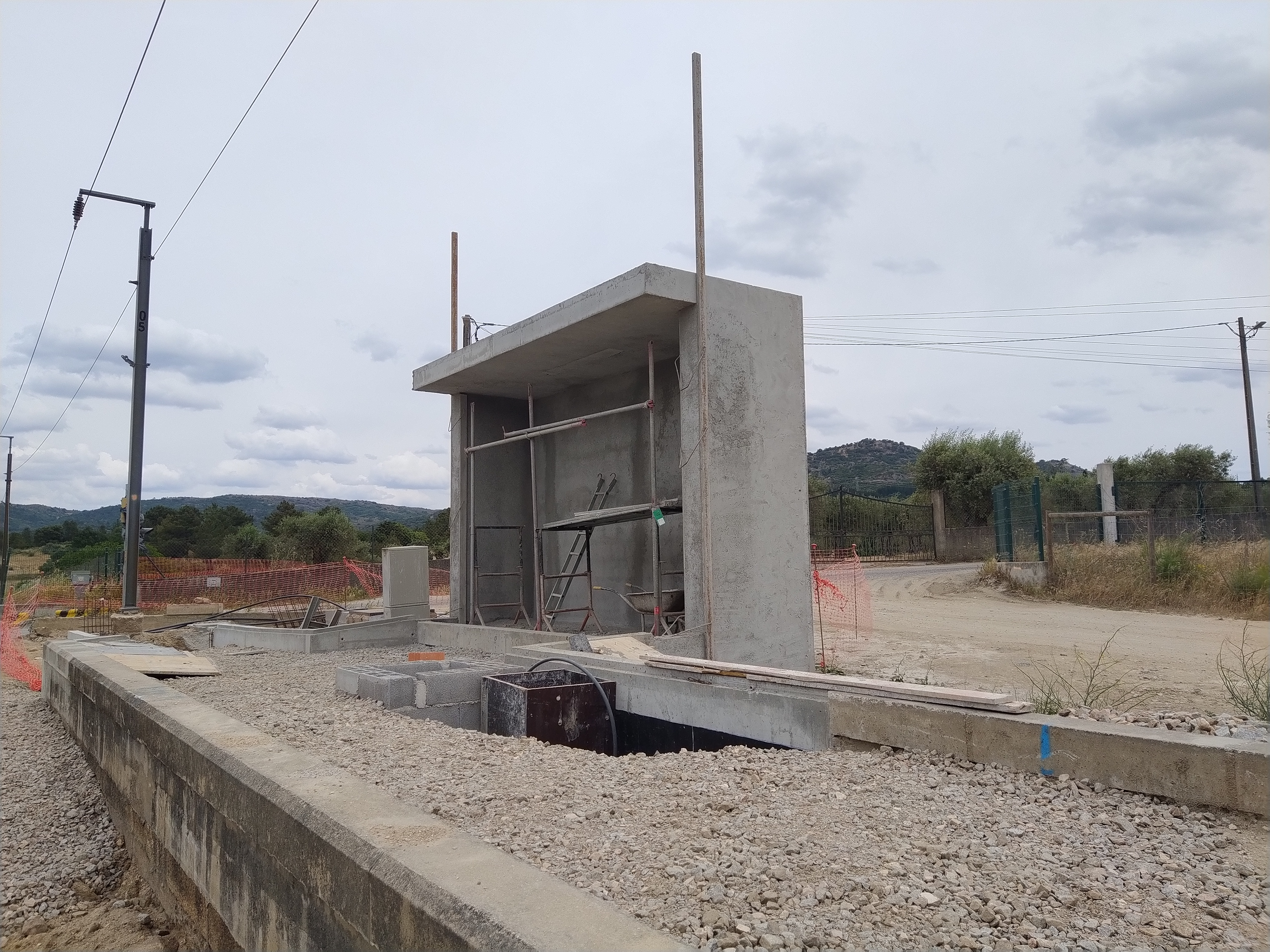
Abrigo da plataforma, durante as obras de renovação da via em maio de 2023.

## Descrição

### Localização e acessos
Esta interface dista menos de meio quilómetro do centro da localidade nominal (pelourinho), mormente via EM581.

### Infraestrutura
Como apeadeiro em linha em via única, esta interface tem uma só plataforma, que tem 80 m de comprimento e 90 cm de altura, e se situa do lado sul da via (lado direito do sentido ascendente, para Vilar Formoso).

### Serviços
Em dados de 2023, devido às obras da Linha da Beira Alta, esta interface é frequentada por serviços rodoviários da C.P. em substituição do serviço regional, com uma circulação diária em cada sentido, entre Coimbra-B e Guarda.

## História
A Linha da Beira Alta entrou ao serviço, de forma provisória, em 1 de Julho de 1882, tendo sido totalmente inaugurada em 3 de Agosto do mesmo ano, pela Companhia dos Caminhos de Ferro Portugueses da Beira Alta. Baraçal não constava entre as estações e apeadeiros existentes na linha à data de inauguração, porém, tendo este interface sido criado posteriormente, constando já dos horários de 1913.
Em 1935, a Companhia da Beira Alta realizou grandes obras de reparação no edifício desta interface, que então possuía a categoria de estação. Em 1940 participou num concurso de ajardinamento das estações e apeadeiros da Linha da Beira Alta, tendo ficado em 31.º lugar.
Um despacho do Ministério das Comunicações de 30 de Agosto de 1949 aprovou o projecto de aditamento aos quadros de distâncias de aplicação quilométrica na Linha da Beira Alta, pelo qual foram imputadas distâncias próprias a várias gares, incluindo a de Baraçal, que possuía então a categoria de apeadeiro.